# Napoléon Xavier Dornès
 (mai 2021).
Pour les articles homonymes, voir Dornès.
Napoléon Xavier Dornès  est un homme politique français né le 1er juillet 1802 à Saint-Germain-en-Laye et mort le 7 décembre 1879 à Paris.

## Biographie
Napoléon-Xavier, surnommé Léon, est le fils de Joseph Dornes ayant reçu le titre de baron de l'Empire en 1808, général de brigade en 1809 et mort pendant la retraite de Russie en 1812 et frère de Auguste Dornès, mort durant les journées de juin 1848 sur les barricades. La famille Dornès s'installe à Metz pendant l'Empire et Léon y fait ses études secondaires avant d'étudier le droit à Paris tout en suivant les cours de l'École des mines et en sort avec un diplôme d'ingénieur. Dans les années 30, il devient directeur des salines de Sarralbe et devient le principal actionnaire. Il se marie deux fois et a plusieurs enfants.
Il est élu conseiller municipal de Sarralbe en 1846 puis candidat au poste de maire sous la Seconde République sans y parvenir. Sous le Second Empire, il se retire de la vie politique. Il figure cependant sur la liste du Comité démocratique, républicain, ainsi que sur les listes des « candidats patriotes », mettant en avant l'unité nationale et celle du Comité démocratique radical, il arrive cinquième sur neuf élus. Après la séance du 1re mars 1871, il démissionne comme député protestataire et quitte la vie politique, retournant à Sarralbe. Il est orateur lors de l'inauguration d'un monument aux morts à Forbach en août 1872 mais opte pour la France et s'installe à Nancy avant de rejoindre Paris.

## Source
- « Napoléon Xavier Dornès », dans Adolphe Robert et Gaston Cougny, Dictionnaire des parlementaires français, Edgar Bourloton, 1889-1891 [détail de l’édition]
- Jean El Gammal, François Roth et Jean-Claude Delbreil, Dictionnaire des Parlementaires lorrains de la Troisième République, Serpenoise, 2006 (ISBN 2-87692-620-2 et 978-2-87692-620-2, OCLC 85885906, lire en ligne), p. 284